# Alessandro Lante Montefeltro Della Rovere
Alessandro kardinal Lante Montefeltro Della Rovere, italijanski rimskokatoliški duhovnik, škof in kardinal, * 27. november 1762, Rim, † 14. julij 1818, Bologna.

## Življenjepis
8. marca 1816 je bil povzdignjen v kardinala in imenovan za kardinal-duhovnika S. Eustachio.